# Ворота-кран
Ворота-кран (пол. Żuraw, Журав) — исторические городские ворота с функцией подъёмного механизма в Гданьске. Предшествующая зданию конструкция была построена на этом месте ещё во второй половине XIV века. Свой нынешний облик Ворота-кран получили после реконструкции 1442-1444 годов.
Внутри ворот расположены две пары барабанов диаметром 6 и 6,5 метров, способные поднимать до 4 тонн груза. В движение механизм приводило четверо рабочих. Кран был способен поднять груз на высоту до 11 или даже до 27 метров, когда надо было поднять, например, корабельную мачту.
До начала XIX века портовый кран выполнял свои функции, но вскоре деятельность прекратил из-за изменения экономической направленности и решений новых властей Пруссии. Он использовался для установки мачт или в качестве подъемника для лодок, требовавших соответствующего ремонта руля и затвора. В интерьерах «Журавля» решили создать комплекс услуг для горожан, появились мастерская и парикмахерская. Гданьский кран также был и городскими воротами.
В 1945 году деревянная часть конструкции сгорела, каменная часть получила серьёзные повреждения. После Второй мировой войны здание было восстановлено в своём прежнем виде и служит теперь частью водной экскурсии по городу по Мотлаве.
Ворота-кран запечатлены на 5-гульденовых монетах Вольного города Данцига 1932 года. В наше время это один из самых узнаваемых символов Гданьска.